# 石堂 (八戸市)
石堂（いしどう）とは、青森県八戸市の地名。町名としては石堂一丁目から四丁目まである。

## 概要
石堂は、八戸市の中央部より西に位置する住宅街である。
北・西に下長、東に馬淵川、南に長苗代に位置する。
鉄道の駅はないが、馬淵川沿いに八戸臨海鉄道貨物専用線の路線が敷かれている。幹線道路は、国道45号、青森県道19号八戸百石線が通じている。

## 世帯数と人口
2017年（平成29年）4月30日現在の世帯数と人口は以下の通りである。
| 丁目       | 世帯数    | 人口    |
| ---------- | --------- | ------- |
| 石堂一丁目 | 566世帯   | 1,323人 |
| 石堂二丁目 | 480世帯   | 1,097人 |
| 石堂三丁目 | 215世帯   | 478人   |
| 石堂四丁目 | 348世帯   | 809人   |
| 計         | 1,609世帯 | 3,707人 |

## 商業
- ジョイス石堂店
- 八戸モータースクール
- 青森みちのく銀行石堂支店

## 病院
- 八戸城北病院

## 教育
- 八戸市立城北小学校